# Фуршамбо
Фуршамбо (фр. Fourchambault) насеље је и општина у источном делу централне Француске у региону Бургоња, у департману Нијевр која припада префектури Невер.
По подацима из 2011. године у општини је живело 4678 становника, а густина насељености је износила 1028,13 становника/km². Општина се простире на површини од 4,55 km². Налази се на средњој надморској висини од 172 метара (максималној 181 m, а минималној 162 m).

## Демографија
| 1962. | 1968. | 1975. | 1982. | 1990. | 1999. | 2011. |
| ----- | ----- | ----- | ----- | ----- | ----- | ----- |
| 6.240 | 6.279 | 6.625 | 5.850 | 5.037 | 4.828 | 4.678 |

График промене броја становника у току последњих година